# 三好丘緑
三好丘緑（みよしがおかみどり）は、愛知県みよし市の地名。現行行政地名は三好丘緑一丁目から六丁目。

## 歴史

### 人口の変遷
国勢調査による人口および世帯数の推移。
| 1995年（平成7年）  | 378世帯 1265人 |  |
| 2000年（平成12年） | 776世帯 2621人 |  |
| 2005年（平成17年） | 877世帯 2853人 |  |
| 2010年（平成22年） | 897世帯 2782人 |  |
| 2015年（平成27年） | 921世帯 2676人 |  |
| 2020年（令和2年）  | 974世帯 2608人 |  |

### 沿革
- 1995年（平成7年）2月11日 - 西加茂郡三好町大字福谷の一部より、同町三好丘緑一丁目から五丁目が成立[1]。
- 2010年（平成22年）1月4日 - 市制施行に伴い、みよし市三好丘緑となる。

## 地理

### 学区
- 高等学校 - 三河学区（調整区域）
- 中学校 - みよし市立北中学校[WEB 11]
- 小学校 - みよし市立緑丘小学校[WEB 11]

### 池沼
- 四ツ池

- 四ツ池

### 交通
- 三好ヶ丘駒場線

### 施設
- みよし市立緑丘小学校
- みよし市立高嶺公民館[WEB 12]
- みよし市三好丘緑集会所[WEB 13]
- 緑丘公園
- 禅衆院 松龍庵

### WEB
1. ↑   みよし市役所 経営企画部 企画政策課: “みよしものしり専科 みよしの統計 令和5年度版” (PDF).   みよし市. p. 2 (2024年3月). 2024年10月7日閲覧。
2. 1 2  総務省統計局 (2022年2月10日). “令和2年国勢調査の調査結果(e-Stat) - 男女別人口，外国人人口及び世帯数－町丁・字等” (CSV). 2023年8月2日閲覧。
3. ↑  “読み仮名データの促音・拗音を小書きで表記するもの(zip形式) 愛知県” (zip).   日本郵便 (2024年2月29日). 2024年3月26日閲覧。
4. ↑  “市外局番の一覧” (PDF).   総務省 (2022年3月1日). 2022年3月22日閲覧。
5. ↑  “ナンバープレートについて”.   一般社団法人愛知県自動車会議所. 2024年1月21日閲覧。
6. ↑  総務省統計局 (2014年3月28日). “平成7年国勢調査の調査結果(e-Stat) - 男女別人口及び世帯数 －町丁・字等” (CSV). 2021年7月20日閲覧。
7. ↑  総務省統計局 (2014年5月30日). “平成12年国勢調査の調査結果(e-Stat) - 男女別人口及び世帯数 －町丁・字等” (CSV). 2021年7月20日閲覧。
8. ↑  総務省統計局 (2014年6月27日). “平成17年国勢調査の調査結果(e-Stat) - 男女別人口及び世帯数 －町丁・字等” (CSV). 2021年7月21日閲覧。
9. ↑  総務省統計局 (2012年1月20日). “平成22年国勢調査の調査結果(e-Stat) - 男女別人口及び世帯数 －町丁・字等” (CSV). 2021年7月21日閲覧。
10. ↑  総務省統計局 (2017年1月27日). “平成27年国勢調査の調査結果(e-Stat) - 男女別人口及び世帯数 －町丁・字等” (CSV). 2021年7月21日閲覧。
11. 1 2  みよし市教育委員会 教育部学校教育課 (2024年8月28日). “みよし市学区一覧”.   みよし市. 2024年10月7日閲覧。
12. ↑  “みよし市立高嶺公民館”.   みよし市三好丘緑行政区. 2024年10月7日閲覧。
13. ↑  “みよし市三好丘緑集会所”.   みよし市三好丘緑行政区. 2024年10月7日閲覧。

### 書籍
1. ↑  『広報みよし No.606』三好町、1995年2月15日、24頁。